# Vizille
Vizille is een gemeente in het Franse departement Isère (regio Auvergne-Rhône-Alpes). De plaats maakt deel uit van het arrondissement Grenoble. Vizille telde op 1 januari 2022 7.316 inwoners.

## Geografie
De oppervlakte van Vizille bedroeg op 1 januari 2022 10,51 vierkante kilometer; de bevolkingsdichtheid was toen 696,1 inwoners per km².

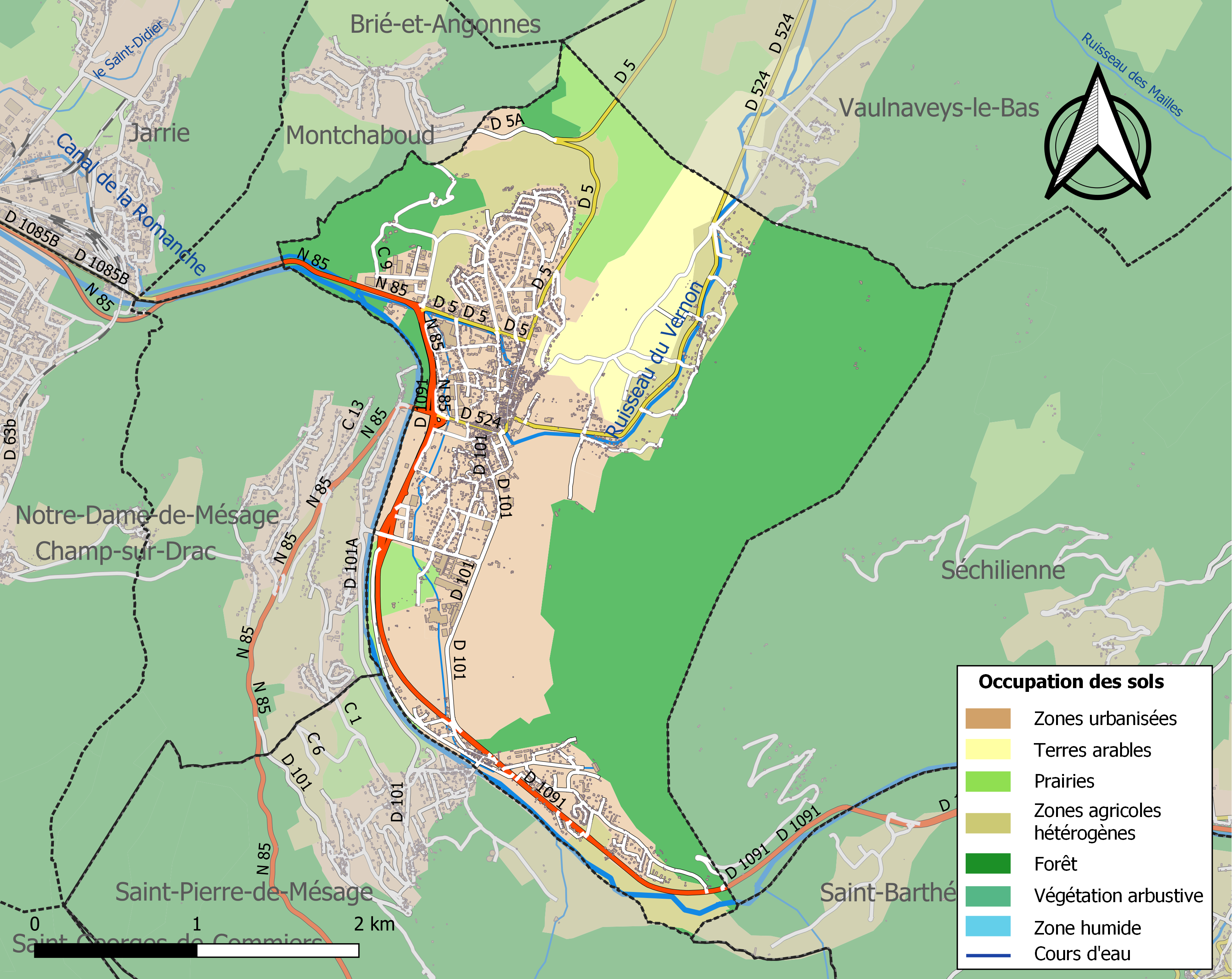
Kaart van de gemeente met de belangrijkste infrastructuur, bodemgebruik en omliggende gemeenten

## Demografie
Onderstaande figuur toont het verloop van het inwonertal (bron: INSEE-tellingen).

## Bezienswaardigheden
- In het kasteel van Vizille is het Museum van de Franse Revolutie gevestigd.